# Nālwār
Nālwār är en ort i Indien.   Den ligger i distriktet Gulbarga och delstaten Karnataka, i den centrala delen av landet, 1 300 km söder om huvudstaden New Delhi. Nālwār ligger 407 meter över havet och antalet invånare är 11 533.
Terrängen runt Nālwār är huvudsakligen platt, men österut är den kuperad. Terrängen runt Nālwār sluttar västerut. Runt Nālwār är det ganska tätbefolkat, med 207 invånare per kvadratkilometer. Närmaste större samhälle är Wādi, 12,0 km norr om Nālwār. Trakten runt Nālwār består till största delen av jordbruksmark.